# 宝寿院 (祇園社の社家)

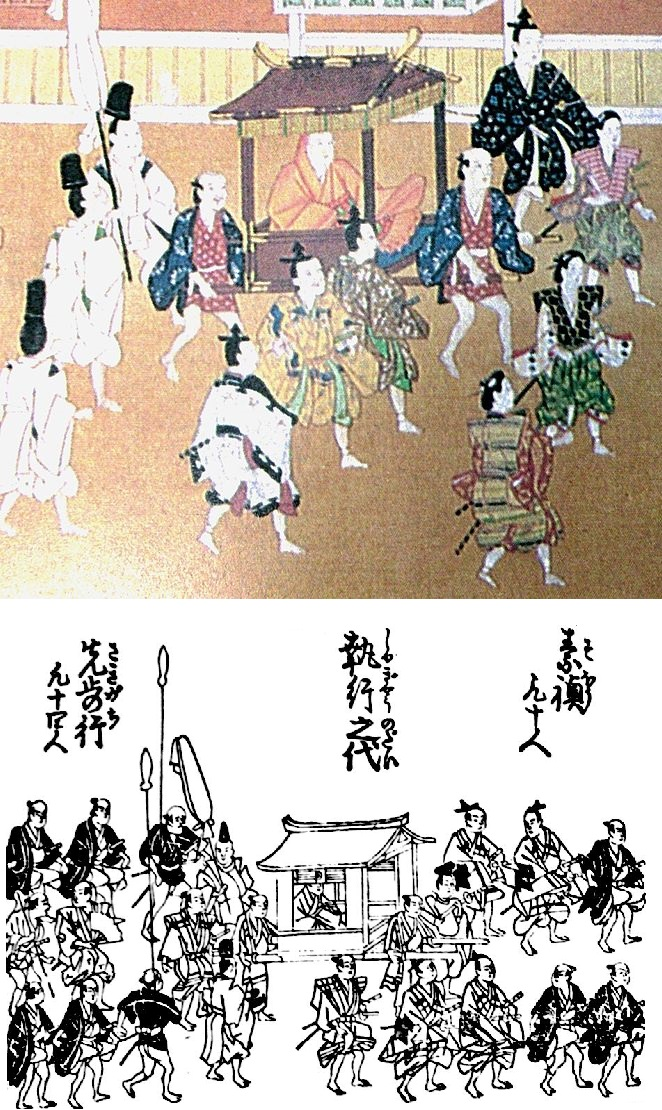
祇園祭において輿に乗る祇園執行（または執行代）。執行は神道の神官でありながら仏僧でもあり、外見は僧形であった。

宝寿院（ほうじゅいん）は祇園社家の家系である。祇園社家は、祇園社感神院の長である執行（しぎょう）家をはじめ、別当・長吏といった祇園社（現在の八坂神社）の重職を世襲した一族である。孝元天皇の曾孫である武内宿禰を祖とする皇別紀氏を称し、遅くとも平安時代には祇園社の世襲執行家としての地位を確立した。
その後、執行家は複数の家系に分かれたが、室町時代初期に「宝寿院」の院号を称する家系に統一された。宝寿院体制はその後中世および近世を通じて存続し、明治を迎えた。宝寿院は近世には執行代である宝光院、神福院の庶流を生み、これを祇園の三院といった。
執行家に伝来した文書群は足利尊氏をはじめとする室町幕府の将軍や天皇の手による文書を多く含み「八坂神社文書」として重要文化財指定されている。執行家は皇室、公家、将軍家、そして町衆等の檀家からの寄進や宿坊を営むことによる収益等も有していたが、祇園会（祇園祭）の事実上の主催者としての利権を有していた。

## 概要

### 創祀から平安まで（八坂造家）
祇園社の創祀については必ずしも明確ではないが、斉明天皇の時代に外交使節として来朝した高句麗人が現在の東山八坂郷一帯の土地を与えられ八坂造家となり、その地に朝鮮半島由来の祖先神を祀ったことに淵源を有するとされ、それが後に当地に建立された仏教寺院と習合し、漸次の発展と変容を遂げながら、最終的には、牛頭天王・スサノオ・武答天神・薬師如来等を同一の存在として祀る神仏習合の寺社となったものと考えられている。
この高句麗人は日本書紀に記載のある伊利之とされ、この子孫が八坂造として八坂郷および祖先神の祭祀を継承してきたところ、これを紀百継が婿養子として継承し、八坂造家と紀氏が統合され紀姓を名乗るようになって以来、この地は紀氏の祭祀の地になったとされ、これが八坂神社の公式見解である。
すなわち、祇園執行家は渡来系の八坂造家と古代貴族の皇別紀氏の二つの家系が一つとなって成立したものとされているが、学説からはこの時代の祇園社と八坂造家との関係には史料がすくなく不明な点が多いことから批判もあり、貞観年間に成立したとされる祇園社について、紀氏がどのように祭祀に関与していたかについて学説上の定説はない。

### 平安から室町初期まで
明確に祇園社の長官である執行家が紀姓の一家系に属するようになったのは平安時代の紀行円の時代からである。行円は紀長谷雄（紀百継とも）の子孫であり、神道の祀官であると同時に延暦寺に属する天台僧であった。当時、祇園社は延暦寺の末寺となっており、その名目上の長官は別当・長吏であって、特に祇園別当は天台座主がその任に当たり、執行は別当・長吏に継ぐ地位であったが、次第に実務上の権限を有する執行家が祇園社の事実上の長官としての機能を果たすようになった。以後、行円の子孫の紀氏が明治に至るまで、祇園社の長官である執行職を代々世襲した。祇園社は神仏習合の神社であり、二十二社に列せられるなど朝廷からは明確に神社として見なされていたが、剃髪した僧侶によって奉祀されていた（このような神社に仕える僧を「社僧」と称した。）。紀氏の社僧家は行円以降、妻帯の社僧として血縁により世襲を行った。剃髪した僧侶でありながら妻帯し血族による世襲を行うことは仏教としては親鸞に先立つこととなるが、これは彼らが神官でもあり、祇園社が神社であることの気安さがあったとされる。また、当時藤原氏の勢力伸長により朝廷における地位を失い没落しつつあった紀氏の勢力存続のためであったという指摘がある。ただし、形式上は実子や血縁者を「弟子」として、「師子相続」すなわち師匠から弟子への相続との形態をとっていた。

### 南北朝の騒乱と宝寿院家の成立
その後、行円から枝分かれした紀姓の数家が執行職を持ち回りをした。その中で大きな勢力を持ったのが、行円の子孫に、安部晴明の子孫が入家したものといわれる「晴」字を通字とする家系と、同じく行円の孫・顕玄を祖とする「顕」字を通字とする家系であり、鎌倉時代にはこの二つの家系が持ち回りにより長吏・執行職に就いていた。
しかし南北朝の騒乱の際、祇園社は南朝方と北朝方に分かれて争うこととなり、足利尊氏・北朝方についた顕詮と、南朝方についた静晴の闘争を経て、北朝の勝利により顕詮流に執行家は統一され、「晴」系の家系は排除され消滅した。顕詮以降、顕玄流は足利尊氏の御師として活動したため、顕詮の記した「祇園社務日記」は中世日本史の重要史料となっている。
顕詮の子で足利義満の御師であった顕深は後小松天皇の宣旨により執行職の世襲を認められるとともに殿上人の扱いとされた。また、顕深は「宝寿院」の院号を名乗った最初であるとされ、以後、宝寿院家が祇園社の長となる体制が確立された。さらに、義満の御教書により、伝統的に祇園社の社領とされてきた「北は三条、南は五条、西は四条堤、東は東山」とする広大な区域を宝寿院家が血縁相続することを認められた。また、義満の政策によって祇園社は延暦寺からの独立を果たした。以後、宝寿院家は世襲により、足利将軍家の「御師」として室町幕府滅亡まで歴代の足利将軍に仕えることとなる。

## 近世以降
室町幕府の滅亡後は、豊臣秀吉による一万石の寄進や北政所の寄進を受けるなど、時の政権からの庇護を受け続けた。その後、最後の執行である宝寿院尊福（還俗して建内繁継を名乗る）の時代に幕末を迎え、神仏分離令により、社僧は還俗を命ぜられた。
祇園社には、中世末期から近世初期にかけて宝寿院から執行代として宝光院・神福院の紀姓庶流が生じ、幕末にはこれに竹坊・松坊・東梅坊・西梅坊・新坊の坊舎を合わせ、「祇園の三院五坊」と称したが、これに属する社僧は全員還俗し、これらの院坊は神仏分離により全て破却された。

## その他

### 家紋

五瓜唐花紋。

祇園社の祀職である紀氏は木瓜唐花を家紋とする一族であった。八坂神社の神紋が木瓜唐花であるのは、織田信長の家紋によるものとの俗説が江戸時代からあるが、織田信長以前の時代から使用されていることが確認されていることから現在の学説では否定されており、祀職の紀氏に由来するものと考えられている。

## 津島神社祀職
祇園社と同じく牛頭天王を祀る尾張津島牛頭天王社（津島神社）祀職の氷室家や堀田家はこの祇園社の社家の一流が津島に赴き世襲の祀職となったものであり、本姓を紀姓としている。家紋も紀氏がよく用いる木瓜紋を使用している。

## 参考
- 日本の苗字7000傑 姓氏類別大観 八坂氏